# John Tobias
John Tobias (Chicago, 24 agosto 1969) è un programmatore, autore di fumetti e graphic designer statunitense.
Insieme a Ed Boon è uno dei creatori della celebre serie di videogiochi Mortal Kombat, che ha generato oltre a numerosi titoli, anche tre film ed una vasta gamma di merchandise. Tobias è accreditato come sviluppatore delle dettagliatissime linee narrative di Mortal Kombat e per il design dei suoi personaggi.
Tobias era uno degli autori del fumetto The Real Ghostbusters prima di essere assunto dalla Midway Games. Prima di trovare il successo con Mortal Kombat, Tobias ha lavorato alla versione arcade originale di Smash TV. 
Nel 1999 Tobias, insieme ad altri programmatori come Dave Michicich e Josh Tsui, lasciarono la Midway Games, per fondare lo Studio Gigante nel 2000. Lo studio ha interrotto l'attività nel 2005, ed in seguito Tobias ha lavorato come consulente nell'industria dei videogiochi.